# Arca di San Genadio
L'arca di San Genadio, donata da Alfonso III il Magno, re delle Asturie, a San Genadio, vescovo di Astorga, è considerata, insieme alla Cassa delle agate, alla Croce della Vittoria e alla Croce degli Angeli, una delle quattro opere principali dell'oreficeria preromanica asturiana. Fu realizzata agli inizi del X secolo ed è esposta al pubblico nel Museo della Cattedrale di Astorga.

## Storia
Fu donata tra il 900 e il 919 e diversi autori segnalano che in un primo tempo potrebbe essere stata destinata a custodire l'Eucaristia, come avvenuto in occasione del Congresso Eucarístico Internazionale del 1952, celebrato nella città di Barcellona. Successivamente è stata utilizzata come reliquiario.

## Descrizione
Le dimensioni dell'arca-reliquiario di San Genadio sono di 16 centimetri in altezza, 31 in larghezza sulla base e 19 sul coperchio, e 26 in profondità.
La struttura dell'arca è in legno, ed è ricoperta da cinque placche di argento sbalzato e dorato. Il cofanetto ha la forma di un prisma rettangolare e si apre al centro. Ai lati esterni dell'arca ci sono due livelli, divisi dall'apertura che separa il coperchio dal contenitore, in cui sono presenti due archi semicircolari ribassati, simili a quelli che appaiono nella chiesa di San Miguel de Lillo, e filettature, supporti e pennacchi decorati con vetri divisori, nei colori verde, rosso e blu, di diverse forme e dimensioni. Nel coperchio compaiono alberi stilizzati all'interno degli archi che li riparano. Nel livello inferiore degli archi, che corrisponde al corpo del contenitore, compaiono quattordici angeli ad ali ripiegate, disposti di fronte o di profilo, con il braccio destro o sinistro alzato, e tutti in atteggiamento di preghiera e lode.
La base del cofanetto è di forma rettangolare, ma sono scomparsi i quattro piedini d'argento, posti ai suoi angoli, sui quali poggiava. Sulla base, lavorata a sbalzo pur senza essere stata dorata, si trova l'immagine della Croce della Vittoria, che fu donata da Alfonso III il Grande e da sua moglie alla Cattedrale di San Salvador di Oviedo nel 908. I simboli di Alfa e Omega pendono dai bracci laterali della Croce della Vittoria, conferendo così all'intero cofanetto un significato religioso e politico. In alto, e circondato da resti di cresta merlata cordovana, è rappresentato il mistico Agnello dell'Apocalisse, che regge una croce, con la scritta AGNUS, posta sul dorso dell'Agnello, e DEI, posta tra le sue gambe. Su entrambi i lati dell'Agnello, rendendogli omaggio, sono incisi i nomi dei monarchi che donarono il cofanetto, ADEFONSUS REX e SCEMENA REGINA, cioè Alfonso III il Grande e sua moglie, la regina Jimena delle Asturie
Sull'estremità anteriore del coperchio compaiono due figure. Sul lato sinistro è inciso il nome LVCAS, e accanto ad esso è posto il toro, simbolo dell'evangelista San Luca, su due ruote elicoidali a raggi ricurvi. Sul lato destro è incisa la scritta IOHAN, e accanto ad essa un'aquila ad ali spiegate, simbolo di San Giovanni Evangelista. Gli altri due evangelisti, San Marco e San Matteo, sarebbero apparsi rappresentati in passato sugli altri lati della parte superiore del coperchio, anche se, secondo alcuni autori, i loro simboli sarebbero già scomparsi nel XVIII secolo, quando apparve l'iscrizione " S. Sig.ra Diodoro e Deodato”, a significare che a quel tempo l'arca di San Genadio custodiva al suo interno diverse reliquie di entrambi i martiri. Sempre nel XVIII secolo fu posta una serratura su uno dei lati del cofanetto, che ne consentiva la chiusura.
Su uno dei lati minori del coperchio compare la figura dell'Arcangelo Gabriele, accompagnata dalla scritta GABRIHEL, e sull'altro lato un angelo, accompagnato dalla scritta ANGELVS.